# Melecta diligens
Melecta diligens är en biart som beskrevs av Maurits Anne Lieftinck 1983. Melecta diligens ingår i släktet sorgbin, och familjen långtungebin. Inga underarter finns listade i Catalogue of Life.